# Акиллбег
Акиллбег (Акилбег; англ. Achillbeg, ирл. Acaill Beag) — маленький остров в графстве Мейо, южнее острова Акилл. Имеет прозвище «Маленький Акилл» (англ. Little Achill).
В 1965 году все жители были эвакуированы и переселены на главный остров (Акилл) и соседний материк. Поселение располагалось в середине острова. На острове есть отели, но часто они стоят без постояльцев. Доступ к острову в деревне Клогмор осуществлялся в соответствии с местной договорённостью[какой?]. Маяк на севере острова был покинут в том же 1965 году.
В 2005 году была опубликована книга Джонатана Бьюмонта «Акиллбег — жизнь на острове», рассказывающая о жизни жителей острова до эвакуации.